# Addu-duri
Addu-duri war eine hochgestellte Beamtin in Mari. Sie übte zur Zeit des Zimri-Lim zahlreiche Funktionen im profanen wie im sakralen Bereich aus. Es wird vermutet, dass es sich bei ihr um die Mutter des Königs handelte, was ihre Position am Hof und das Vertrauen des Königs in sie erklären könnte.